# Kabinett MacDonald I
Das Kabinett MacDonald I wurde im Vereinigten Königreich am 22. Januar 1924 durch Premierminister Ramsay MacDonald von der Labour Party gebildet und löste das erste Kabinett Baldwin ab. Dem Kabinett gehörten ausschließlich Minister der Labour Party an; es befand sich bis zum 4. November 1924 im Amt, woraufhin es durch das zweite Kabinett Baldwin abgelöst wurde. Das erste Kabinett MacDonald war zugleich die erste britische Regierung, die von der Labour Party gestellt wurde.

## Regierungszeit
Bei den vorausgegangenen Unterhauswahlen vom 6. Dezember 1923 hatte die Conservative Party ihre bisherige absolute Mehrheit im House of Commons verloren, doch auch die Labour Party erhielt nur 191 der 615 Sitze. Die wiedervereinigte Liberal Party verhinderte die Bildung einer erneuten konservativen Regierung mit ihren 157 Sitzen im Unterhaus und ihre Abgeordneten stimmten mit großer Mehrheit dafür eine Labour-Regierung zu tolerieren. Zwar traten die Liberalen nicht offiziell mit Ministern in eine formelle Koalition mit Labour ein, aber es gab notwendigerweise regelmäßige Gespräche zwischen den Parteispitzen über Gesetzesvorhaben.
Auch die drei Abgeordneten der Nationalist Party, der einzige Abgeordnete der Scottish Prohibition Party, der Abgeordnete der Pazifist Party und zwei Labour-nahe Unabhängige stimmten in Abstimmungen meist mit der Regierung.
Er wollte die Frage der deutschen Reparationen lösen und sich mit Deutschland arrangieren. Die Innenpolitik überließ er seinen Ministern, darunter J.R. Clynes als Lordsiegelbewahrer, Philip Snowden als Finanzminister und Arthur Henderson als Innenminister.
Ohne eigene Mehrheit im House of Commons konnte die Labour Party allerdings kaum größere Reformen durchführen, als großer Erfolg sei jedoch das Wohnungsbaugesetz zu nennen, das 1924 verabschiedet wurde. Der größte Erfolg war jedoch, dass MacDonald so zeigen konnte, dass Labour das Land verlässlich regieren kann.
MacDonalds Regierung scheiterte, als er vorschlug, die seit ihrer Gründung international weitgehend isolierte Sowjetunion diplomatisch anzuerkennen. Die Konservativen und ihre Verbündeten in der Presse starteten eine antikommunistische Kampagne.

### Misstrauensvotum
Im Oktober 1924 kam es zu einem Misstrauensvotum gegen die Regierung von Ramsay MacDonald. Die Liberal Party entzogen der Regierung im Oktober 1924 ihr Vertrauen, als sie mit den Konservativen stimmten, um die Regierung für ihren Umgang mit einer kommunistischen Zeitung, die Soldaten zur Meuterei aufrief, zu rügen. MacDonald betrachtete diese Abstimmung als Misstrauensvotum und rief Neuwahlen aus, die er verlor.
| Votum      | Tories | Labour | Liberal | Unabh. | Nationalist | Prohibition | Pazifist | IndRep | Speaker | Deputies | Ergebnis |
| ---------- | ------ | ------ | ------- | ------ | ----------- | ----------- | -------- | ------ | ------- | -------- | -------- |
| Ja         | 237    |        | 125     | 2      |             |             |          |        |         |          | 364/615  |
| Nein       | 2      | 174    | 17      | 1      | 1           | 1           | 1        | 1      |         |          | 198/615  |
| Enthaltung | 19     | 14     | 12      |        | 1           |             |          |        | 1       | 2        | 49/615   |
| Tellers    |        | 2      | 2       |        |             |             |          |        |         |          | 4/615    |

## Mitglieder des Kabinetts
| Zugehörigkeit |           | Labour |
| Zugehörigkeit | Parteilos |        |

| Amt                                                                                      | Bild                | Person                                    | Partei       | Partei          | Amtszeit         | Amtszeit         |
| ---------------------------------------------------------------------------------------- | ------------------- | ----------------------------------------- | ------------ | --------------- | ---------------- | ---------------- |
| Premierminister Erster Lord des Schatzamtes Leader of the House of Commons Außenminister | Ramsay MacDonald    | Ramsay MacDonald                          |              | Labour Party    | 23. Januar 1924  | 4. November 1924 |
| Lordpräsident des Rates                                                                  | Charles Cripps      | Charles Cripps, 1. Baron Parmoor          | Labour Party | 23. Januar 1924 | 4. November 1924 |                  |
| Lordkanzler                                                                              | Richard Haldane     | Richard Haldane, 1. Viscount Haldane      | Labour Party | 23. Januar 1924 | 4. November 1924 |                  |
| Lordsiegelbewahrer                                                                       | John Robert Clynes  | John Robert Clynes                        | Labour Party | 23. Januar 1924 | 4. November 1924 |                  |
| Schatzkanzler Zweiter Lord des Schatzamtes                                               | Philip Snowden      | Philip Snowden                            | Labour Party | 23. Januar 1924 | 4. November 1924 |                  |
| Innenminister                                                                            | Arthur Henderson    | Arthur Henderson                          | Labour Party | 23. Januar 1924 | 4. November 1924 |                  |
| Erster Lord der Admiralität                                                              | Frederic Thesiger   | Frederic Thesiger, 1. Viscount Chelmsford |              | Unabhängig      | 23. Januar 1924  | 4. November 1924 |
| Minister für Landwirtschaft und Fischerei                                                | Noel Buxton         | Noel Noel-Buxton                          |              | Labour Party    | 23. Januar 1924  | 4. November 1924 |
| Luftfahrtminister                                                                        | Christopher Thomson | Christopher Thomson, 1. Baron Thomson     | Labour Party | 23. Januar 1924 | 4. November 1924 |                  |
| Minister für die Kolonien                                                                | Jimmy Thomas        | James Henry Thomas                        | Labour Party | 23. Januar 1924 | 4. November 1924 |                  |
| Bildungsminister Präsident des Board of Education                                        | Charles Trevelyan   | Charles Trevelyan                         | Labour Party | 23. Januar 1924 | 4. November 1924 |                  |
| Gesundheitsminister                                                                      | John Wheatley       | John Wheatley                             | Labour Party | 23. Januar 1924 | 4. November 1924 |                  |
| Minister für Indien                                                                      | Sydney Olivier      | Sydney Olivier, 1. Baron Olivier          | Labour Party | 23. Januar 1924 | 4. November 1924 |                  |
| Arbeitsminister                                                                          | Tom Shaw            | Tom Shaw                                  | Labour Party | 23. Januar 1924 | 4. November 1924 |                  |
| Kanzler des Herzogtums Lancaster                                                         | Josiah Wedgwood     | Josiah Wedgwood                           | Labour Party | 23. Januar 1924 | 4. November 1924 |                  |
| Postminister                                                                             |                     | Vernon Hartshorn                          | Labour Party | 23. Januar 1924 | 4. November 1924 |                  |
| Minister für Schottland                                                                  | William Adamson     | William Adamson                           | Labour Party | 23. Januar 1924 | 4. November 1924 |                  |
| Handelsminister Präsident des Board of Trade                                             | Sidney Webb         | Sidney Webb                               | Labour Party | 23. Januar 1924 | 4. November 1924 |                  |
| Kriegsminister                                                                           | Stephen Walsh       | Stephen Walsh                             | Labour Party | 23. Januar 1924 | 4. November 1924 |                  |
| Minister für öffentliche Arbeiten                                                        | Fred Jowett         | Fred Jowett                               | Labour Party | 23. Januar 1924 | 4. November 1924 |                  |